# Centro Médico La Paz de Bata
El Centro Médico La Paz es un centro hospitalario localizado en la ciudad de Bata en la región continental (Río muni) del país africano de Guinea Ecuatorial.

## Historia
El hospital fue abierto en el año 2007 con ayuda de Israel. Su personal incluye individuos de diversos países, el gobierno de Guinea Ecuatorial otorgó la gestión del Hospital a una empresa alemana para garantizar una mayor calidad de la Atención sanitaria, en 2010. No debe confundirse con otros centros de igual denominación en otras localidades del país.

## Literatur
- Zohar Z, Rubin Y, Jiménez R, Stamler A: A modern new hospital in Western Africa. Critical Care Conference, Florenz, 2009.

- Datos: Q1054308